# 기성전 (일본)
기성전(일본어: 棋聖戦)은 요미우리 신문, 일본기원, 관서기원이 주최,주관,후원하는 일본의 바둑 기전으로 1977년부터 개최되었다. 상금 규모로는 일본에서 가장 큰 규모의 기전이다.

## 대회개요
- 주최: 요미우리 신문
- 기전규모: 일본 랭킹1위 기전
- 우승상금: 4,200만엔
- 제한시간: 본선 각자 5시간, 도전기 각자 8시간
- 덤: 6집반
- 진행방식: 본선 A, B조 각 6명씩 풀 리그전, 각조 1위가 도전자 결정전으로 도전자를 가림. 도전기는 이틀바둑으로 진행되며 7번기
- 시드: 본선 각조 4위까지
- 대회 5연패나 대회 10회 우승에 성공한 기사는 은퇴하거나 만60세가 지나면 '명예 기성(棋聖)'의 자격이 주어진다.
- 대회 10연패에 성공한 기사는 곧바로 '명예 기성(棋聖)'의 자격이 주어진다.
- 현 명예 기성(棋聖):후지사와 슈코(작고), 고바야시 고이치, 이야마 유타

## 역대 우승자
| 회수 | 연도 | 우승                      | 전적  | 준우승                      |
| ---- | ---- | ------------------------- | ----- | --------------------------- |
| 1    | 1977 | 후지사와 슈코(藤沢秀行)   | 4 - 1 | 하시모토 우타로(橋本宇太郞) |
| 2    | 1978 | 후지사와 슈코(藤沢秀行)   | 4 - 3 | 가토 마사오(加藤正夫)       |
| 3    | 1979 | 후지사와 슈코(藤沢秀行)   | 4 - 1 | 이시다 요시오(石田芳夫)     |
| 4    | 1980 | 후지사와 슈코(藤沢秀行)   | 4 - 1 | 린하이펑(林海峰)            |
| 5    | 1981 | 후지사와 슈코(藤沢秀行)   | 4 - 0 | 오타케 히데오(大竹英雄)     |
| 6    | 1982 | 후지사와 슈코(藤沢秀行)   | 4 - 3 | 린하이펑(林海峰)            |
| 7    | 1983 | 조치훈                    | 4 - 3 | 후지사와 슈코(藤沢秀行)     |
| 8    | 1984 | 조치훈                    | 4 - 2 | 린하이펑(林海峰)            |
| 9    | 1985 | 조치훈                    | 4 - 3 | 다케미야 마사키(武宮正樹)   |
| 10   | 1986 | 고바야시 고이치(小林光一) | 4 - 2 | 조치훈                      |
| 11   | 1987 | 고바야시 고이치(小林光一) | 4 - 1 | 다케미야 마사키(武宮正樹)   |
| 12   | 1988 | 고바야시 고이치(小林光一) | 4 - 1 | 가토 마사오(加藤正夫)       |
| 13   | 1989 | 고바야시 고이치(小林光一) | 4 - 1 | 다케미야 마사키(武宮正樹)   |
| 14   | 1990 | 고바야시 고이치(小林光一) | 4 - 1 | 오타케 히데오(大竹英雄)     |
| 15   | 1991 | 고바야시 고이치(小林光一) | 4 - 3 | 가토 마사오(加藤正夫)       |
| 16   | 1992 | 고바야시 고이치(小林光一) | 4 - 3 | 야마시로 히로시(山城宏)     |
| 17   | 1993 | 고바야시 고이치(小林光一) | 4 - 3 | 가토 마사오(加藤正夫)       |
| 18   | 1994 | 조치훈                    | 4 - 2 | 고바야시 고이치(小林光一)   |
| 19   | 1995 | 고바야시 사토루(小林覺)   | 4 - 2 | 조치훈                      |
| 20   | 1996 | 조치훈                    | 4 - 3 | 고바야시 사토루(小林覺)     |
| 21   | 1997 | 조치훈                    | 4 - 1 | 고바야시 사토루(小林覺)     |
| 22   | 1998 | 조치훈                    | 4 - 2 | 요다 노리모토(依田紀基)     |
| 23   | 1999 | 조치훈                    | 4 - 2 | 고바야시 고이치(小林光一)   |
| 24   | 2000 | 왕리청(王立誠)            | 4 - 2 | 조치훈                      |
| 25   | 2001 | 왕리청(王立誠)            | 4 - 2 | 조선진(趙善津)              |
| 26   | 2002 | 왕리청(王立誠)            | 4 - 2 | 류시훈(柳時熏)              |
| 27   | 2003 | 야마시타 케이고(山下敬吾) | 4 - 1 | 왕리청(王立誠)              |
| 28   | 2004 | 하네 나오키(羽根直樹)     | 4 - 3 | 야마시타 케이고(山下敬吾)   |
| 29   | 2005 | 하네 나오키(羽根直樹)     | 4 - 3 | 유키 사토시(結城聰)         |
| 30   | 2006 | 야마시타 케이고(山下敬吾) | 4 - 0 | 하네 나오키(羽根直樹)       |
| 31   | 2007 | 야마시타 케이고(山下敬吾) | 4 - 0 | 고바야시 사토루(小林覺)     |
| 32   | 2008 | 야마시타 케이고(山下敬吾) | 4 - 3 | 조치훈                      |
| 33   | 2009 | 야마시타 케이고(山下敬吾) | 4 - 2 | 요다 노리모토(依田紀基)     |
| 34   | 2010 | 장쉬(張 栩)               | 4 - 1 | 야마시타 케이고(山下敬吾)   |
| 35   | 2011 | 장쉬(張 栩)               | 4 - 2 | 이야마 유타(井山裕太)       |
| 36   | 2012 | 장쉬(張 栩)               | 4 - 3 | 다카오 신지(高尾紳路)       |
| 37   | 2013 | 이야마 유타(井山裕太)     | 4 - 2 | 장쉬(張 栩)                 |
| 38   | 2014 | 이야마 유타(井山裕太)     | 4 - 2 | 야마시타 케이고(山下敬吾)   |
| 39   | 2015 | 이야마 유타(井山裕太)     | 4 - 3 | 야마시타 케이고(山下敬吾)   |
| 40   | 2016 | 이야마 유타(井山裕太)     | 4 - 0 | 야마시타 케이고(山下敬吾)   |
| 41   | 2017 | 이야마 유타(井山裕太)     | 4 - 2 | 고노 린(河野臨)             |
| 42   | 2018 | 이야마 유타(井山裕太)     | 4 - 0 | 이치리키 료(一力 遼)        |
| 43   | 2019 | 이야마 유타(井山裕太)     | 4 - 3 | 야마시타 케이고(山下敬吾)   |
| 44   | 2020 | 이야마 유타(井山裕太)     | 4 - 2 | 고노 린(河野臨)             |
| 45   | 2021 | 이야마 유타(井山裕太)     | 4 - 1 | 고노 린(河野臨)             |
| 46   | 2022 | 이치리키 료(一力 遼)      | 4 - 3 | 이야마 유타(井山裕太)       |
| 47   | 2023 | 이치리키 료(一力 遼)      | 4 - 2 | 시바노 도라마루(芝野 虎丸)  |
| 48   | 2024 | 이치리키 료(一力 遼)      | 4 - 3 | 이야마 유타(井山裕太)       |
| 49   | 2025 | 이치리키 료(一力 遼)      | 4 - 3 | 이야마 유타(井山裕太)       |